# Eléonor Sana
Eléonor Sana es una esquiadora belga con discapacidad visual.

## Biografía
Sana nació el 1 de julio de 1997 en Woluwe en la región de Bruselas.  Cuando tenía 6 semanas de nacida, desarrolló un retinoblastoma genético bilateral, un cáncer que afecta la retina de ambos ojos. Habiendo quedado ciega como consecuencia de esa enfermedad, inició la práctica de esquí alpino en 2014. 

## Carrera
Sana ganó una medalla de bronce en el evento de descenso con discapacidad visual femenino durante los Juegos Paralímpicos de Invierno de 2018. Fue su primera medalla paralímpica después de competir en el primer evento de los Juegos.
Fue la abanderada de Bélgica en los Juegos Paralímpicos de Invierno de 2018 en la ceremonia de apertura. Durante su participación en los eventos de los Juegos se emparejó con su hermana Chloe Sana, quien participó como su guía vidente.